# Scylaticus cruciger
Scylaticus cruciger là một loài ruồi trong họ Asilidae. Scylaticus cruciger được Hermann miêu tả năm 1921. Loài này phân bố ở vùng Tân nhiệt đới.